# Armorial Wijnbergen

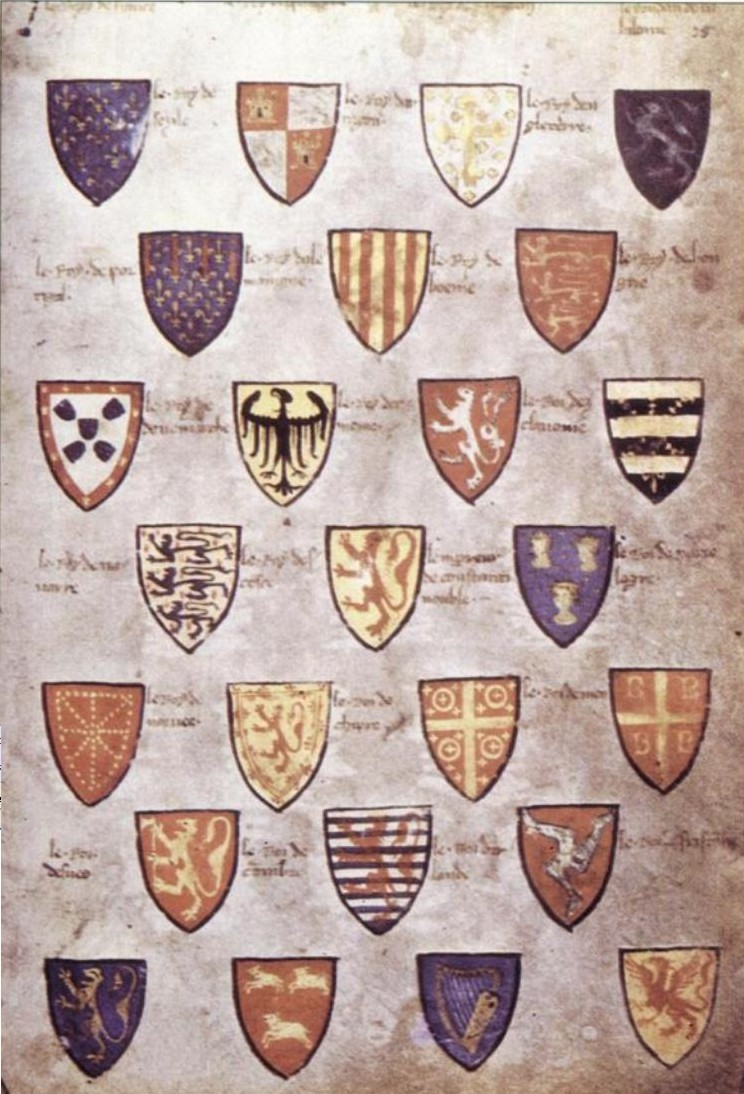
Seite aus dem Armorial Wijnbergen: Könige

Das Armorial Wijnbergen (auch Wappenbuch Wijnbergen) ist ein mittelalterliches Wappenbuch. Die Handschrift stammt aus den Jahren 1265–1285. Die Originalsprache ist Alt-Französisch. Es enthält 1302 farbige Wappen. Eine Besonderheit für die Zeit ist, dass neben den Wappenschilden die Namen der Wappenträger vermerkt sind.
Das Originalmanuskript ist nach dessen Besitzern, der Familie van Wijnberg benannt, die es der Königlich Niederländischen Gesellschaft für Genealogie und Heraldik in Den Haag zur Verfügung gestellt haben. Eine Kopie befindet sich in der Königlichen Bibliothek Belgiens in Brüssel (Sammlung Goethals, Ms. 2569).

## Inhalt
Die Wappenrolle ist in zwei Teile gegliedert:
- Erster Teil (ca. 1265 bis 1270) mit 256 Wappen der Vasallen von Ludwig IX. mit Lehen in „Frankreich“ (Île-de-France)
- Zweiter Teil (ca. 1280) mit 1056 Wappen der Vasallen von Philipp III. mit Lehen in „Nordfrankreich“, den „Niederlanden“, dem „Rheinland“ etc.